# 曼達洛人 (第一季)
美國太空歌劇網路電視劇《曼達洛人》第一季於2019年11月12日首播，2019年12月27日完結，共8集。故事取材自喬治·盧卡斯的《星際大戰》，發生在電影《星際大戰六部曲：絕地大反攻》中的事件五年後。佩德羅·帕斯卡領銜出演男主角曼達洛人，他是一名孤獨的槍手和賞金獵人，遠離新共和國，在一次任務中遇到孩子並開始保護他。強·法夫洛擔當節目統籌。
2017年11月，迪士尼和盧卡斯影業宣佈開發《星際大戰》系列的真人電視劇，將於Disney+首播。2018年3月，強·法夫洛確定為影集創作劇本並擔任執行監製。11月，佩德羅·帕斯卡確定領銜出演標題角色。強·法夫洛為其中六集撰寫劇本，戴夫·費羅尼以及克里斯托弗·约斯特與導演瑞克·法穆易瓦分別參與其中一集的劇本創作。戴夫·費羅尼、瑞克·法穆易瓦和黛博拉·周分別執導兩集，布萊絲·達拉斯·霍華和塔伊加·維迪提分別執導一集。本季的主體拍攝於2018年10月首週在南加利福尼亞州開機，2019年2月27日殺青。
本季獲得廣泛好評，贏得5項黃金時段創意藝術艾美獎。2019年7月，迪士尼宣佈預訂第二季。

## 集數
| 總集數 | 集數 （季） | 標題             | 導演               | 編劇                                                                     | 上線日期       |
| --- | ----------- | ---------------- | ------------------ | ------------------------------------------------------------------------ | -------------- |
| 1 | 1           | 第一章：曼達洛人 | 戴夫·費羅尼        | 強·法夫洛                                                                | 2019年11月12日 |
| 銀河帝國滅亡五年之後，以賞金獵人為業的曼達洛人再次完成一單生意，從公會首領格里夫·卡加口中獲取下一位客戶的地址。這名客戶提供給曼達洛人關於抓捕目標的信息非常有限，但要確保抓獲時目標還活著。客戶告訴他該目標年約50歲，以及目標最後出現的地點。客戶給予他一塊稀有的金屬材料曼達洛鐵作為訂金，並承諾事成之後另有一桶曼達洛鐵奉上。曼達洛人用鐵塊打造新護肩。他來到一個沙漠星球，遇到當地土著居民奎伊爾。奎伊爾想要驅逐搬遷至此落腳的惡徒，因此樂意幫助曼達洛人抓捕目標。由於當地沒有飛行摩托，他教會曼達洛人騎乘動物布勒格。兩人前往目標所在地，曼達洛人發現機器人IG-11也來到此處，它也是賞金獵人。兩人組隊消滅守衛之後，發現所尋找的目標是與尤達同族的渾身泛綠、長耳、只有嬰兒大小的生物。IG-11打算殺死這個生物，曼達洛人在IG-11動手前一槍打爆了它。                                                                       |             |                  |                    |                                                                          |                |
| 2 | 2           | 第二章：孩子     | 瑞克·法穆易瓦      | 強·法夫洛                                                                | 2019年11月15日 |
| 曼達洛人帶著孩子返回飛船，途中遭遇三名川多夏人的伏擊。擊殺他們之後，曼達洛人發現飛船上的零件已被賈瓦人偷盜一空。曼達洛人追趕上賈瓦人駕駛的沙漠履帶車，但他被他們的離子爆破槍擊暈。為了贖回零件，曼達洛人進入一隻泥角獸的巢穴。憤怒的泥角獸將他甩了出來，他的武器也對泥角獸起不了作用。在曼達洛人性命攸關的時刻，搖籃中的孩子使用原力將泥角獸舉起，曼達洛人趁機殺死了它。曼達洛人從巢穴中取出一顆泥角獸蛋，與賈瓦人交換回飛船的零件。賈瓦人當即把蛋切開，分食乾淨。奎伊爾幫助曼達洛人修好飛船，拒絕了曼達洛人給予的報酬和工作邀約。兩人分別之後，曼達洛人駕起飛船駛向太空。 |             |                  |                    |                                                                          |                |
| 3 | 3           | 第三章：罪孽     | 黛博拉·周          | 強·法夫洛                                                                | 2019年11月22日 |
| 曼達洛人將孩子交付給客戶，得到20塊曼達洛鐵的酬金。他返回曼達洛一族的秘密基地，用這些鐵塊打造一副完整的鎧甲，剩餘部分留給將來長大的曼達洛孩子使用。曼達洛人不忍心拋棄孩子，思考良久之後，他再次闖入客戶的藏身之地，殺死多名殘餘的帝國風暴兵，將孩子從實驗室解救出來。潘興博士告訴曼達洛人在他到來之前，自己想方設法保住了孩子的性命。曼達洛人帶著孩子返回飛船的途中遭遇眾多賞金獵人的伏擊，他們要求曼達洛人交出孩子。儘管敵我力量懸殊甚大，曼達洛人依然選擇抵抗。雙方激烈交火之後，曼達洛人漸漸陷入困境。其他曼達洛一族的成員前來增援，掩護曼達洛人和孩子駕駛飛船離開。 |             |                  |                    |                                                                          |                |
| 4 | 4           | 第四章：庇護所   | 布萊絲·達拉斯·霍華 | 強·法夫洛                                                                | 2019年11月29日 |
| 為躲避賞金獵人們的追捕，曼達洛人帶著孩子來到一個人跡罕至的星球。他在這裡遇到前反抗軍同盟的震擊士兵卡拉·鄧恩，銀河帝國被推翻後，她成為僱傭兵。鄧恩不信任曼達洛人，要求他盡快離開。在曼達洛人準備離去之時，他接到兩名世代居住於此的漁民求助。他們希望僱傭曼達洛人驅逐不時前來騷擾劫掠的克拉圖因人。曼達洛人有意將孩子安置在此遠離人煙之地，於是答應了他們，隨後邀請鄧恩前來幫忙。兩人查看地形時發現克拉圖因人擁有機器人步行機AT-ST。因為敵我力量懸殊，他們首先希望部落居民離開此地，搬遷到別處，被居民們拒絕。曼達洛人和鄧恩開始訓練居民使用武器。當晚他們引誘AT-ST進入陷阱並炸毀了它，合力擊退克拉圖因人。一名賞金獵人跟蹤孩子來到此處，在他擊殺孩子之前，鄧恩殺死了他。曼達洛人看到此處未必安全，他不得已帶上孩子繼續上路。                                                                                              |             |                  |                    |                                                                          |                |
| 5 | 5           | 第五章：槍手     | 戴夫·費羅尼        | 戴夫·費羅尼                                                              | 2019年12月6日  |
| 曼達洛人在太空中與另一名賞金獵人纏鬥，將他擊殺。曼達洛人駕駛受損的飛船來到附近的塔圖因星球，在摩斯艾斯里航天港找到機械維修師派麗·莫托。為了賺錢支付維修費，曼達洛人接受另一名新手賞金獵人托洛·卡利肯的提議，幫助他抓捕被公會懸賞緝拿的殺手芬妮克·尚德。卡利肯希望以此加入賞金獵人公會，他答應將酬金給曼達洛人作為報酬。兩人在沙漠中抓住尚德，但是她擊毀了一輛飛行摩托，曼達洛人只得返回去尋找坐騎沙地獸。尚德趁機勸說卡利肯，表示曼達洛人現在是公會敵人，他正在攜帶目標孩子躲避追捕。尚德提出兩人聯手解決曼達洛人，但是她被卡利肯射倒。卡利肯返回航天港，挾持了派麗和孩子，逼迫曼達洛人就範。曼達洛人用閃擊電荷迷惑卡利肯，隨後用爆能槍擊殺了他。他用卡利肯的錢支付了維修費，駕駛飛船離開了塔圖因星球。一個神秘人來到了尚德的倒身之處。                                                                                  |             |                  |                    |                                                                          |                |
| 6 | 6           | 第六章：囚犯     | 瑞克·法穆易瓦      | 劇本創作 ：克里斯托弗·约斯特 故事構思 ：克里斯托弗·约斯特和瑞克·法穆易瓦 | 2019年12月13日 |
| 曼達洛人聯繫前盟友蘭薩爾·「蘭恩」·馬爾克，希望能夠賺取一筆佣金。蘭恩要他與另外四人合作，從新共和國監獄裡營救一名囚犯。四人分別是曾為銀河帝國效力的神槍手梅菲爾德、身體強壯的德瓦隆人伯格、擅用飛刀的提列克人希安以及機器人飛行員Q9-0，所要營救的囚犯是希安的哥哥秦。五人登上曼達洛人的飛船，成功潛入監獄。希安殺死了控制室裡的工作人員，觸發了跟蹤信標。他們救出秦之後，設計將曼達洛人困於囚室。曼達洛人逃出之後，依次打敗了他們，將梅菲爾德、伯格和希安囚禁。在飛船上的機器人Q9-0破譯了格里夫·卡加懸賞捉拿孩子的檔案，但是它被趕回的曼達洛人擊倒。曼達洛人將秦交付給蘭恩，帶著賞金離開。蘭恩打算襲擊曼達洛人，但是曼達洛人事前將跟蹤信標放在秦的身上，循跡追來的三架新共和國X翼戰機對蘭恩的太空站發起攻擊。 |             |                  |                    |                                                                          |                |
| 7 | 7           | 第七章：算帳     | 黛博拉·周          | 強·法夫洛                                                                | 2019年12月18日 |
| 曼達洛人收到格里夫·卡加發來的求援消息，他的公會被帝國餘黨侵佔，卡加希望以孩子為誘餌，雙方合作解決客戶帶領的帝國勢力，同時也能一勞永逸地解決孩子被懸賞通緝的麻煩事。曼達洛人感覺到這是個陷阱，他找到卡拉·鄧恩和奎伊爾協助自己，還遇到被奎伊爾修好的機器人IG-11。奎伊爾表示IG-11已經被重新編程為保母機器人，能夠保護孩子。一行人與卡加會面後，當晚他們遭遇飛行怪物的攻擊。卡加在戰鬥中受傷，孩子使用原力將他治愈。第二天，卡加感念孩子的救命之恩，在同伴動手前殺死了他們，告知曼達洛人這確實是帝國設下的陷阱。曼達洛人決定將計就計，假裝被捕，前去會見客戶並伺機殺死他，奎伊爾獨自將孩子帶回飛船。他們的計劃被星區長吉迪恩打亂，吉迪恩率領大批帝國風暴兵開始射擊，將客戶及其手下殺死，曼達洛人、鄧恩和卡加被圍困在室內。另有兩名帝國偵查兵竊聽到曼達洛人與奎伊爾的對話，他們駕駛飛行摩托追上奎伊爾並殺死了他，將孩子帶走。 |             |                  |                    |                                                                          |                |
| 8 | 8           | 第八章：救贖     | 塔伊加·維迪提      | 強·法夫洛                                                                | 2019年12月27日 |
| IG-11從帝國偵查兵手中奪回孩子，駕駛飛行摩托突破帝國風暴兵的封鎖，前來援救曼達洛人、鄧恩和卡加。曼達洛人接應IG-11時被吉迪恩擊傷，鄧恩將他搶救回室內，孩子使用原力擊退使用火焰噴射器的風暴兵。曼達洛人勸說鄧恩帶著孩子從下水道前去尋求曼達洛族人的幫助，IG-11則脫下曼達洛人的頭盔，幫他治愈頭部創傷。曼達洛人趕上鄧恩，他們發現曼達洛族人已經被帝國勢力擊敗，少數逃亡其他星球，只有軍械員留守此處。她送給曼達洛人一副飛行器，並要求他幫助孩子找到同類。軍械員留下抵擋風暴兵，曼達洛人及同伴通過地下熔巖河逃走。IG-11犧牲自己，消滅了圍堵在出口附近的風暴兵。吉迪恩駕駛鈦戰機轟炸曼達洛人，曼達洛人啟用飛行器爬上吉迪恩的戰鬥機，將其炸毀。吉迪恩使用暗劍劈開墜落的戰鬥機，得以生還。曼達洛人帶著孩子離開，鄧恩和卡加留在尼瓦羅星球。                                                                                       |             |                  |                    |                                                                          |                |

## 演員與角色

### 領銜主演
- 佩德羅·帕斯卡 飾 丁·賈林／曼達洛人（Din Djarin / The Mandalorian）：孤獨的槍手和賞金獵人，擁有高超的戰鬥技巧，演員帕斯卡表示在影集中將延續克林·伊斯威特在義大利式西部片《鏢客三部曲》中的表演風格[7][8]。

- 孩子：他的動作主要由多名傀儡师完成。通常被眾多影迷和新聞網站編輯稱為「尤達寶寶」（Baby Yoda）。他是與尤達同族的渾身泛綠、長耳、只有嬰兒大小的外星人，雖然他的年紀已經有50歲，對於其種族來說仍然屬於孩童階段。曼達洛人帶著他躲避銀河帝國殘餘勢力的追捕。

### 常設聯合主演
當以下演員所飾演或配音的角色在某集出現時，相應的演員在該集片尾的演職員表中被標記為聯合主演。
- 卡爾·韋瑟斯 飾 格里夫·卡加：賞金獵人公會的首領，為曼達洛人提供客戶[9]。

- 韋納·荷索 飾 客戶：手下擁有多名帝國風暴兵，僱傭曼達洛人抓捕目標[10]。

- 歐米德·阿塔西 飾 潘興博士：在僱傭曼達洛人的客戶處工作的科學家[10]。

- 尼克·諾特 配音 奎伊爾：乌格瑙特人（英语：Ugnaught）[11]。米斯蒂·羅莎斯（Misty Rosas）擔當該角色的形態演員[12]。

- 塔伊加·維迪提 配音 IG-11：以賞金獵人為業的機器人[13]。

- 吉娜·卡拉諾 飾 卡拉·鄧恩：前反抗軍同盟的震擊士兵，曾參與推翻銀河帝國的內戰，現為僱傭兵[9]。

- 吉安卡洛·伊坡托 飾 星區長吉迪恩（Moff Gideon）：銀河帝國統治時期的星區總督，反抗軍摧毀第二顆死星之後，他的生活發生巨大變化[13]。

- 艾蜜莉·史瓦洛（英语：Emily Swallow） 飾演 軍械員：曼達洛族女性，為曼達洛人打造護肩[10]。

### 客串聯合主演
- 艾咪·莎德瑞斯（英语：Amy Sedaris） 飾 派麗·莫托：塔圖因星球上摩斯艾斯里（英语：Mos Eisley）航天港的機械維修師[14]。

- 傑克·坎納瓦爾（英语：Jake Cannavale） 飾 托洛·卡利肯：新手賞金獵人，希望通過抓捕芬妮克·尚德來加入賞金獵人公會，因此尋求曼達洛人的幫助[15]。

- 溫明娜 飾 芬妮克·尚德（Fennec Shand）：菁英雇傭兵殺手，被賞金獵人公會懸賞緝拿[16][17][18]。

- 馬克·伯恩·約尼爾（英语：Mark Boone Junior） 飾 蘭薩爾·「蘭恩」·馬爾克：年長的僱傭軍首領，籌劃營救關押在新共和國監獄裡的一名囚犯。曼達洛人在加入賞金獵人公會之前，曾是蘭恩的合伙人[19]。

- 比爾·伯爾 飾 梅菲爾德：曾為銀河帝國效力的神槍手，當前是蘭恩的得力助手[19]。

- 娜塔莉·提娜 飾 希安（Xi'an）：擅用飛刀的提列克人（英语：Twi'lek），蘭恩招募的船員之一，她聲稱曾是曼達洛人的戀人[20]。

- 克蘭西·布朗 飾 伯格（Burg）：身體強壯的德瓦隆人（英语：Devaronian），蘭恩招募的船員之一[21]。

- 理查德·艾歐阿德 配音 Q9-0：通常被稱為「零」，蘭恩的機器人飛行員[22]。

- 伊斯梅爾·克魯茲·柯多瓦（英语：Ismael Cruz Cordova） 飾 秦：提列克人，希安的哥哥，與曼達洛人有舊怨[23]。

### 客串角色
- 朱莉婭·瓊斯（英语：Julia Jones） 飾 奧梅拉：索爾根（英语：Sorgan）星球上的孀婦農民[24][25]。

- 伊斯拉·法里斯（Isla Farris） 飾 溫塔：奧梅拉的女兒[25]。

- 阿西夫·阿里（Asif Ali） 飾 卡賓（Caben）：索爾根星球的農民，與朋友斯托克請求曼達洛人幫助反抗掠奪者克拉圖因人[25]。

- 尤金·科德羅（英语：Eugene Cordero） 飾 斯托克（Stoke）：索爾根星球的農民[25]。
- 里約·哈克福德（Rio Hackford） 飾 里奧特·馬爾（Riot Mar）：與曼達洛人在太空纏鬥的賞金獵人[26]。
- 馬特·蘭特爾 飾 達文（Davan）：新共和國戰士，在一座監獄工作[27]。蘭特爾此前在動畫影集《星際大戰：複製人之戰》和《星際大戰：反抗軍起義》中為安納金·天行者配音[28]。

- 戴夫·費羅尼（英语：Dave Filoni） 飾 拉珀·沃爾夫（Trapper Wolf）：新共和國的X翼戰機飛行員[29]。

- 瑞克·法穆易瓦 飾 吉布·道奇（Jib Dodger）：新共和國的X翼戰機飛行員[29]。

- 黛博拉·周 飾 薩什·凱特（Sash Ketter）：新共和國的X翼戰機飛行員[29]。

此外，霍雷肖·桑斯出演被賞金獵人公會懸賞通緝的對象邁思羅。布萊恩·波森在〈第一章：曼達洛人〉中客串出演飛行摩托的駕駛員。泰特·弗萊徹（Tait Fletcher）出演帕茲·維茲拉，該角色由節目統籌強·法夫洛配音。馬克·漢米爾在〈第五章：槍手〉中為機器人EV-9D9配音，他此前在《星際大戰》系列電影中出演盧克·天行者。傑森·蘇戴西斯和亞當·帕利在〈第八章：救贖〉中客串出演兩名駕駛飛行摩托的帝國偵查兵。

## 製作

### 開發
2017年11月9日，據報導，迪士尼和盧卡斯影業正在為即將推出的Disney+開發一部《星際大戰》的真人電視劇。華特迪士尼公司董事長兼執行長羅伯特·艾格在與投資者的季度財報電話會議上證實了這項消息。艾格於2018年2月6日的另一份財務報告中透露，在與投資者的電話會議中表示，迪士尼已打算推出多部《星際大戰》的真人電視劇，「我們正在開發的不僅有一部，而是一些專門針對讓迪士尼直接面向消費者的應用程式。我們已經提到了這一點，我們即將揭露出至少有一項是我們所開發的實體產物。由於交易並未完全結束，我們無法具體說明。我想你會發現人才的水準...在電視方面也將是相當重要的。」
2018年3月8日，據報導，即將推出的電視劇由強·法夫洛創作劇本並擔任執行製片人。2018年5月10日，法夫洛在《星際大戰外傳：韓索羅》的全球首映紅毯上表示，該劇的故事時間將設定於《星際大戰六部曲：絕地大反攻》結束後的五年，且第一季劇本則已接近完成。2018年8月5日，據報導，該劇的製作預算將達1億美元，第一季共10集。2018年10月3日，該劇定名為《曼達洛人》（The Mandalorian），同時也透露了其故事摘要。隔日，其他參與的執行製片人將包括戴夫·費羅尼、凱薩琳·甘迺迪、柯林·威爾森，凱倫·吉爾克里斯特（Karen Gilchrist）擔任聯合執行製片人。此外，塔伊加·維迪提、布萊絲·達拉斯·霍華、瑞克·法穆易瓦和黛博拉·周在內的數名導演都將執導該劇的部分集數。

### 選角

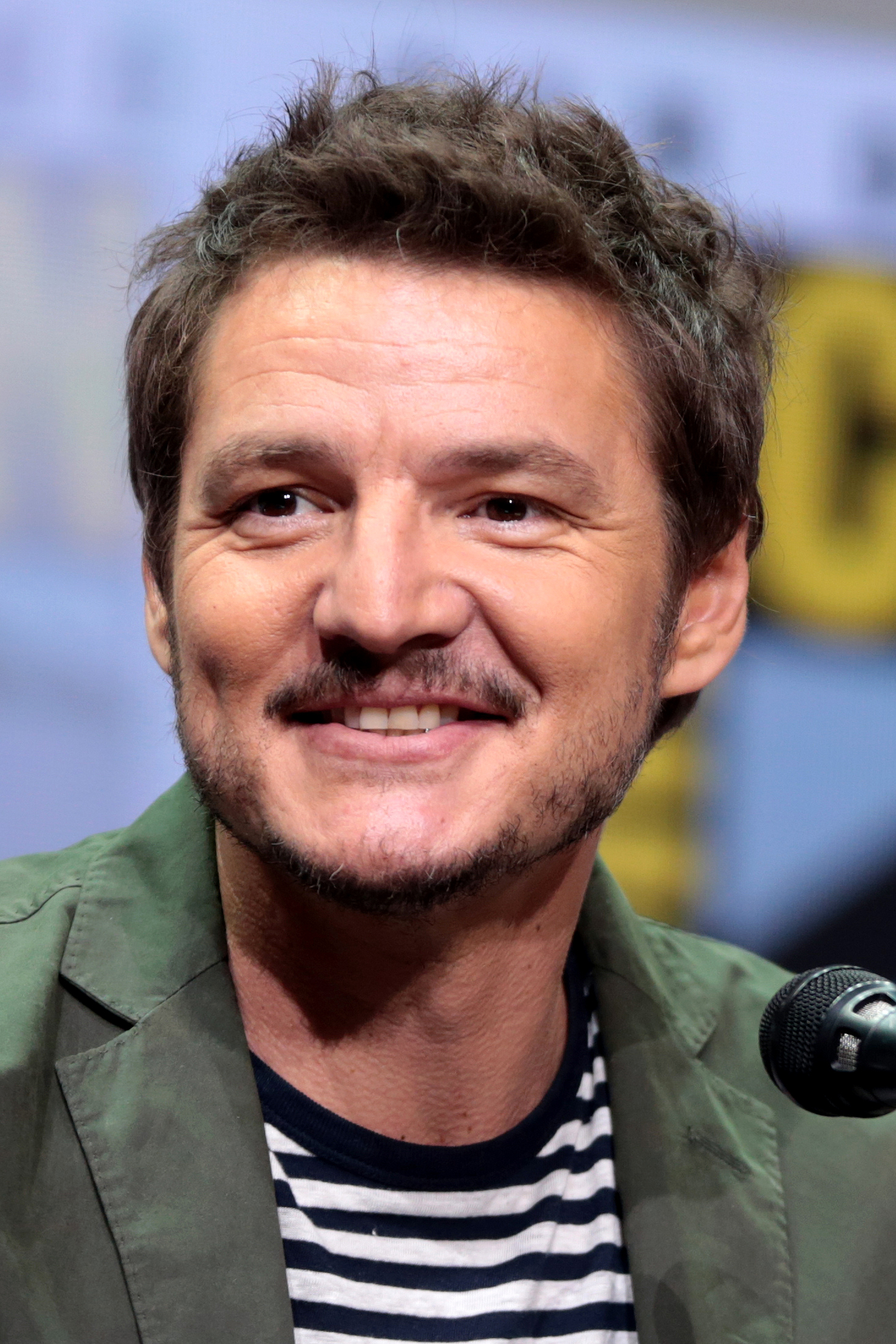
領銜主演佩德羅·帕斯卡

2018年11月，佩德羅·帕斯卡、吉娜·卡拉諾和尼克·諾特確定出演《曼達洛人》。在最初與強·法夫洛會面時，帕斯卡以為自己會出演波巴·費特，但他飾演角色的真實姓名在第一季最後一集被揭示為丁·賈林。2018年12月12日，詹卡洛·埃斯波西托、卡爾·韋瑟斯、艾蜜莉·史瓦洛、歐梅德·阿布塔和韋納·荷索加入主演陣容。2019年3月21日，報道稱塔伊加·維迪提為劇中賞金獵人機器人IG-88配音。4月，該角色被新創作的角色IG-11替換。2019年4月，在芝加哥舉辦的星戰慶典上釋出的片段顯示，威廉·弗雷戴歷·伯爾和馬克·伯恩·約尼爾參演電視劇。8月，在迪士尼D23博覽會上，溫明娜確定參演電視劇。9月，茱莉亞·瓊斯確定參演《曼達洛人》。

### 拍攝
《曼達洛人》第一季的主體拍攝於2018年10月首週在南加利福尼亞州開機，工作標題為「越橘」（Huckleberry）。10月19日，喬治·盧卡斯到訪片場，送給強·法夫洛一個生日驚喜，隨後報道透露盧卡斯在一定程度上參與了影集製作。10月25日，報道稱警方正在調查劇組在曼哈頓海灘片場失竊的幾件物品。第一季於2019年2月27日殺青。

### 音樂
2018年12月19日，魯德溫·葛瑞森確定為影集作曲。每集相應的音樂原聲帶數字版於播出當日在亞馬遜和iTunes上發行。第一季八輯原聲帶總時長共計四個小時。

## 市場營銷
2018年10月4日，迪士尼釋出首發宣傳海報。一周後，節目統籌強·法夫洛在個人Instagram上發佈曼達洛人所使用的爆能槍，其構造致敬1978年電視特輯《星際大戰：假日特輯》中波巴·費特的武器。2019年4月14日，強·法夫洛、戴夫·費羅尼和主演參加了在芝加哥舉行的星戰慶典，並在小組討論上釋出先行預告短片。2019年8月23日，在迪士尼D23博覽會上，製作方釋出官方海報和預告片。2019年10月28日，迪士尼釋出第二支預告片。11月11日，在《週一橄欖球之夜》節目中播出一段優先預覽短片。

## 發行
《曼達洛人》第一季於2019年11月12日在美國Disney+開播。視頻以4K解析度HDR模式輸出，但媒體分析指出其亮度遠低於HDR標準。第一季的前兩集分別於2019年11月12日和15日播出，餘下各集每週播出一集。由於第七集〈第七章：清算〉的片尾附帶電影《星際大戰九部曲：天行者的崛起》的預告片，為配合上映當日宣傳，該集於2019年12月18日播出，比計劃日期提前兩天。自2020年3月起，Disney+陸續在歐洲多個國家上線，《曼達洛人》仍主要以每週一集的模式釋出。前兩集於2020年3月24日播出，第三集在3月27日播出，此後每週播出一集。

## 迴響

### 評價
《曼達洛人》第一季受到廣泛好評。在影視匯總點評網站爛番茄上獲得「認證新鮮」標識，93%的新鮮度，7.92/10分（35位劇評人）。《曼達洛人》第一季在Metacritic網站上獲得了「普遍好評」，70/100分（29位劇評人）。
| 第一季（2019年）：烂番茄追踪到的所有评论家的评论中，正面评论占比 |                                                              |
|                                                                  | 由于已知的技术原因，图表暂时不可用。带来不便，我们深表歉意。 |

## 紀錄片
2020年4月，迪士尼宣佈製作的幕後紀錄片，共八集，名為《迪士尼展廊：曼達洛人》（Disney Gallery: The Mandalorian），又名《迪士尼展廊／星際大戰：曼達洛人》（Disney Gallery / Star Wars: The Mandalorian）。紀錄片於2020年5月4日在Disney+首播，由強·法夫洛主持，布拉德福德·巴魯（Bradford Baruh）執導，主要包括主創採訪、幕後影像以及與《曼達洛人》創作有關的圓桌會議等環節。
| 總集數 | 集數 | 標題 | 譯名 | 導演            | 上線日期      |
| --- | ---- | ---- | ---- | --------------- | ------------- |
| 1 | 1    |      | 導演 | 布拉德福德·巴魯 | 2020年5月4日  |
| 強·法夫洛採訪第一季導演戴夫·費羅尼、黛博拉·周、瑞克·法穆易瓦、布萊絲·達拉斯·霍華和塔伊加·維迪提。攝影師貝瑞·伊多因（Barry Idoine）和演員吉娜·卡拉諾參與幕後採訪。 |      |      |      |                 |               |
| 2 | 2    |      | 傳承 | 布拉德福德·巴魯 | 2020年5月8日  |
| 3 | 3    |      | 演員 | 布拉德福德·巴魯 | 2020年5月15日 |
| 4 | 4    |      | 技術 | 布拉德福德·巴魯 | 2020年5月22日 |
| 5 | 5    |      | 實體 | 布拉德福德·巴魯 | 2020年5月29日 |
| 6 | 6    |      | 過程 | 布拉德福德·巴魯 | 2020年6月5日  |
| 7 | 7    |      | 配樂 | 布拉德福德·巴魯 | 2020年6月12日 |
| 8 | 8    |      | 關聯 | 布拉德福德·巴魯 | 2020年6月19日 |

## 備註
1. ↑  星區長吉迪恩的飾演者詹卡洛·埃斯波西托和盧卡斯影業的星際大戰官方網站均將劇中吉迪恩使用的武器稱為暗劍[3][4]，暗劍是一名曼達洛人所鑄造的特殊光劍，曾出現於動畫《星際大戰：反抗軍起義》中[4][5][6]。